# Backstreet's Back
Backstreet's Back (англ. Хлопці з задвірок повернулися) — другий студійний альбом американського поп-гурту Backstreet Boys, світовий випуск відбувся 30 серпня 1997 року. Альбом розійшовся накладом 14 млн примірників.

## Список композицій
Європейський варіант цього альбому вважається основною версією.
1. Everybody (Backstreet's Back) — 3:47
2. As Long As You Love Me — 3:41
3. All I Have to Give — 4:35
4. That's The Way I Like It — 3:40
5. 10.000 Promises — 4:04
6. Like A Child — 5:06
7. Hey, Mr. D.J. (Keep Playin' This Song) — 4:25
8. Set Adrift On Memory Bliss — 3:31
9. That's What She Said — 4:05
10. If You Want It To Be Good Girl (Get Yourself a Bad Boy) — 4:51
11. If I Don't Have You — 4:34